# Bušević
Bušević es una localidad de Croacia en el municipio de Donji Lapac, condado de Lika-Senj.

## Geografía
Se encuentra a una altitud de 546 m s. n. m. a 222 km de la capital nacional, Zagreb.

## Demografía
En el censo 2011 el total de población de la localidad fue de 6 habitantes.
| Gráfica de población de Bušević 1857-2011                           |
|                                                                     |
| Según los censos de población de la oficina estadística de Croacia. |